# Jeff Loomis
Jeff Loomis, född 14 september 1971 i Appleton, Wisconsin, är en amerikansk gitarrist som spelar i, och är grundare av, det amerikanska metalbandet Nevermore från 1992. Han spelar för närvarande i det svenska bandet Arch Enemy baserat i Halmstad. Sedan 2013 har han också spelat i det amerikanska bandet Conquering Dystopia från Portland, Oregon.

## Diskografi (urval)
Studioalbum med Nevermore
- 1995 – Nevermore
- 1996 – The Politics of Ecstasy
- 1999 – Dreaming Neon Black
- 2000 – Dead Heart in a Dead World
- 2003 – Enemies of Reality
- 2005 – This Godless Endeavor
- 2010 – The Obsidian Conspiracy

Studioalbum med Arch Enemy
- 2014 – War Eternal
- 2017 – Will to Power

Studioalbum med Conquering Dystopia
- 2014 – Conquering Dystopia

Soloalbum
- 2008 – Zero Order Phase
- 2012 – Plains of Oblivion